# Centraal-Europese Vrijhandelsassociatie
De Centraal-Europese Vrijhandelsassociatie (CEVA) is een vrijhandelsakkoord tussen niet-EU-lidstaten in Centraal- en Zuidoost-Europa. De associatie is beter bekend onder de Engelstalige afkorting CEFTA.

## Leden
| Lidstaten             | Lidstaten             | toetreding | uittreding |
| --------------------- | --------------------- | ---------- | ---------- |
| Polen                 | Polen                 | 1992       | 2004       |
| Hongarije             | Hongarije             | 1992       | 2004       |
| Tsjecho-Slowakije     | Tsjechië              | 1992       | 2004       |
| Tsjecho-Slowakije     | Slowakije             | 1992       | 2004       |
| Slovenië              | Slovenië              | 1996       | 2004       |
| Roemenië              | Roemenië              | 1997       | 2007       |
| Bulgarije             | Bulgarije             | 1999       | 2007       |
| Kroatië               | Kroatië               | 2003       | 2013       |
| Noord-Macedonië       | Noord-Macedonië       | 2006       | —          |
| Bosnië en Herzegovina | Bosnië en Herzegovina | 2007       | —          |
| Moldavië              | Moldavië              | 2007       | —          |
| Servië                | Servië                | 2007       | —          |
| Montenegro            | Montenegro            | 2007       | —          |
| Albanië               | Albanië               | 2007       | —          |
| Kosovo                | Kosovo                | 2007       | —          |

## Geschiedenis
Het originele akkoord werd getekend door de Visegrádgroep op 21 december 1992 in Krakau. Dat waren Hongarije, Polen en Tsjecho-Slowakije (nu Slowakije en Tsjechië). Door dit akkoord te ondertekenen wilden deze landen zich voorbereiden op lidmaatschap van de Europese Unie. Slovenië werd lid van de CEFTA in 1996, Roemenië in 1997, Bulgarije in 1999, Kroatië in 2003 en Macedonië in 2006. Ondertussen waren alle oorspronkelijke landen lid geworden van de Europese Unie en verlieten dus de CEFTA. Daarom werd op een top in Boekarest in 2006 verklaard dat ook alle andere landen van de Balkan lid moest worden. Uiteindelijk werden Bosnië en Herzegovina, Moldavië, Servië, Montenegro, Albanië en Kosovo lid in 2007.
|      |      |      |
| 1992 | 2003 | 2013 |